# Zollbrücke (Göschenen)
La Zollbrücke (Pont de la Douane) est un pont de pierre situé à Göschenen dans le canton suisse d'Uri. 
Ce pont, barré d'une porte d'octroi crénelée, franchit la Göschenerreuss. 
Il est classé bien culturel d'importance régionale. 
La Zollbrücke a été construite vers 1240 par les comtes de Rapperswil. On y a collecté les taxes jusqu'en 1830. 

## Liens

Zollbrücke en 1902

- Zollbrücke (Göschenen) sur Wikimedia Commons